# Siphiwe Hlophe
Siphiwe Hlophe ist eine eswatinische Managerin und Aktivistin in Eswatini (Swasiland). Sie ist Mitbegründerin von Swaziland for Positive Living (SWAPOL), einer Nichtregierungsorganisation in Eswatini, die Beratung und Fortbildung anbietet, und welche das Ziel hat die Lebensbedingungen für Menschen zu verbessern, welche in ländlichen Gebieten von HIV betroffen oder damit infiziert sind. Die Organisation gilt als „Swasilands innovativstes und motiviertestes HIV/AIDS-Minderungs-Programm“. Sie ist auch Präsidentin der Organisation Positive Women, einer  Hilfsorganisation aus Großbritannien, welche von Kathryn Llewellyn und Stephen Brown gegründet worden war.

## Leben
1999 arbeitete Siphiwe Hlophe als Manager einer Hotelkette, als sie ein Stipendium erhielt für ein Studium in agricultural economics an der Bradford University. Eine Bedingung für das Stipendium war ein HIV-Test. Als das Resultat zeigte, dass sie HIV-positiv war, verließ sie ihr Ehemann und sie verlor ihr Stipendium. In Eswatini ist die Krankheit mit einer starken Stigmatisierung verbunden. Für Siphiwe Hlophe war es der Anlass zusammen mit anderen SWAPOL zu gründen, um Menschen in der gleichen Situation zu helfen. Siphiwe war eine der ersten Frauen, welche ihren Status HIV-positiv öffentlich machte.

„Es [SWAPOL] wurde geschmiedet aus dem Leiden der Gründerinnen. Vielleicht ist das der Grund, warum Menschen unsere Arbeit wahrnehmen, und wir bekommen so viele Anfragen um Hilfe aus Gemeinschaften, wo HIV wütet. Wir sind keine NGO, die aus einem Plüsch-Büro heraus arbeitet. Wir sind Menschen, die wissen was es heißt mit Diskriminierung und Zurückweisung konfrontiert zu werden, aber, die den Willen haben zu leben.“

## Familie
Siphiwe Hlophe hat vier Kinder.